# Кевин Трап
Кевин Трап (на немски: Kevin Trapp; роден на 8 юли 1990 г. в Мерциг) е германски футболист, играе като вратар и се състезава за немския Айнтрахт Франкфурт.

## Клубна кариера
Професионалната си кариера Трап започва в елитния по това време отбор на Кайзерслаутерн. Дебютът си за отбора прави на 9 август 2008 година в мач от турнира за Купата на Германия срещу отбора на Карл Цайс Йена.
През сезон 2011/12 Кайзерслаутерн изпада от Първа Бундеслига и Трап се мести в друг отбор от елита – Айнтрахт Франкфурт, подписвайки 4-годишен договор с клуба. За три години в Айнтрахт Трап изиграва 82 мача в германския елит.
На 8 юли 2015 година Кевин Трап подписва 5-годишен договор с френския шампион Пари Сен Жермен. В клуба ще носи екипа с номер

## Национален отбор
Трап преминава през всички юношески и младежки национални отбори на Германия. Изиграва 11 мача за Националния отбор на Германия до 21 години. Повикан е в състава на Германия за квалификацията за Евро 2016 срещу Гибралтар на 13 юни 2015 година, но не взима участие в срещата.